# Музей восковых фигур 2: Затерянные во времени
«Музей восковых фигур 2: Затерянные во времени» (англ. Waxwork II: Lost in Time) — американский фильм 1992 года режиссёра Энтони Хикокса. Продолжение фильма 1988 года «Музей восковых фигур». Премьера фильма состоялась 11 мая 1992 года. Во второй части действие происходит уже не в музее восковых фигур, а в потусторонних мирах, в которых присутствуют известные по различным фильмам ужасов персонажи: Франкенштейн, Годзилла и т. д. От первой части в фильме остались лишь главные герои. Фильм носит пародийно-юмористический характер, ставя главных героев с известными сценами и персонажами фильмов ужасов.

## Сюжет
Действие фильма начинается после закончившихся событий первой части. Марк и Сара убегают из музея и расходятся по домам, желая разобраться в случившемся несколько позже. Однако в доме Сары появляется рука одного из убитых. Она убивает отчима Сары и пытается сделать тоже и с Сарой, но ей удаётся уничтожить руку. Далее Сару обвиняют в убийстве своего отчима. И, естественно, никто не верит в реально случившиеся события. Для оправдания необходимы доказательства, за которыми по совместному решению отправляются Марк и Сара. А искать их они намерены в потусторонних мирах, представляющих собой вариации известных фильмов ужасов.
Марк приводит Сару в дом сэра Уилфреда. Перед ними по кинопроектору включается запись, сделанная при жизни сэром Уилфредом на случай непредвиденных обстоятельств. В тайной комнате среди прочих вещей они находят медальон — открыватель дверей во времени. С помощью медальона Марк открывает барьер для перемещения во времени. Пройдя барьер, они оказываются в тёмном пространстве, падая вниз.
Марк с Сарой попадают в вариацию фильма «Франкенштейн», в котором Сара — жена барона Франкенштейна, и при этом она не помнит, кто она на самом деле и зачем сюда попала, а Марк — лучший друг барона. Барон посылает Марка в погреб, чтобы он покормил его подопытное чудовище. В подвале на столе он находит тетрадь Франкенштейна как одно из существенных и весомых доказательств невиновности Сары в их реальном мире. Марк приводит Сару в чувства, и они, воспользовавшись погромом в доме барона, который устроили горожане во главе с бургомистром, покидают вариацию.
Марк попадает в вариацию фильма «Призрак дома на холме». Исследователь паранормальных явлений и его ассистенты приехали в дом, в котором обитает полтергейст, чтобы доказать существование призрака девочки. А Сара попадает в вариацию фильма «Чужой», в которой астронавтов атакуют ксеноморфы. Исследователь и его ассистенты начали ощущать в доме активность призрака убитой отцом девочки. Останки девочки находились под выгравированным бриллиантом на полу в доме. Исследователю сверхъестественного и Марку удаётся успокоить душу девочки, прочитав над её останками отходную молитву. Марк, пройдя через разные вариации, находит Сару в космосе. Он потерял тетрадь Франкенштейна, но взамен собрал несколько других вещей. Космический корабль подвергся новой атаке ксеноморфов. После активации автоматической программы самоуничтожения им в последнюю секунду удаётся покинуть корабль, снова оставшись без собранных доказательств.
Марк и Сара попадают в средневековую Англию. При этом Марк теряет открыватель дверей во времени. Колдун Скарабис с помощью чёрной магии приобретает внешность короля и пытается захватить трон. Марк спасает короля от смерти и не даёт колдуну осуществить задуманное. В замен утраченного медальона сэр Уилфред, перевоплощённый в ворона, даёт Марку другой медальон. Во время поединка Марка и Скарабиса открывается крышка медальона, и они начинают попадать в разные вариации фильмов: Джек-Потрошитель, «Носферату», Годзилла и др. Находясь в вариации фильма «Рассвет мертвецов», Марку удаётся раздобыть руку одного из зомби. Марк открывает дверь для возвращения домой, но она стала слишком узкая и способна пропустить лишь одного из них. Сара возвращается домой, снова оказавшись в комнате, из которой они начали своё путешествие во времени. Она предоставляет суду доказательства своей невиновности. Человек из службы доставки посылок передаёт Саре письмо, которое хранилось долгое время. В письме был медальон и записка от Марка, в которой было написано, что он зовёт её к себе.

## В ролях
- Зак Гэллиган — Марк Лофтмор
- Моника Шнарре — Сара Брайтман
- Мартин Кемп — барон Франкенштейн
- Александр Годунов — Скарабис
- Майкл Де Барр — Джордж
- Патрик Макни — Сэр Уилфред
- Брюс Кэмпбелл — Джон Лофтмор
- Софи Уорд — Элеонора
- Дэвид Кэррадайн — «Нищий»
- Джон Айрленд — король Артур
- Харрисон Янг — Джеймс Вестбурн
- Джульет Миллс — адвокат
- Дрю Бэрримор — одна из жертв вампира
- Джордж Флауэр — отчим Сары

## Критика
Американский кинокритик Натан Рабин назвал картину видеоигрой, нежели фильмом, где главным героям предстояло пройти разные уровни, прежде чем сразиться с боссом — колдуном Скарабисом.
Brian W. Collins написал ревью на картину.